# Płamen Manuszew
Płamen Manuszew, bułg. Пламен Манушев (ur. 16 kwietnia 1954 w miejscowości Generał Toszewo) – bułgarski wojskowy i polityk, wiceadmirał, w latach 2009–2011 dowódca Marynarki Wojennej Bułgarii, deputowany.

## Życiorys
Absolwent Akademii Marynarki Wojennej im. Nikoły Wapcarowa (1977). Kształcił się również w szkołach wojskowych w ZSRR i Stanach Zjednoczonych. Służył w Marynarce Wojennej Bułgarii, dochodząc do stopnia wiceadmirała. Od 1991 wchodził w skład dowództwa portu wojennego w Warnie. Był m.in. zastępcą dowódcy, szefem sztabu, a w latach 2001–2003 dowódcą tej placówki. Od 2003 do 2007 pełnił funkcję zastępcy dowódcy Marynarki Wojennej Bułgarii, zaś w latach 2009–2011 był dowódcą tego rodzaju sił zbrojnych. Pomiędzy tymi okresami (2007–2009) jako attaché wojskowy pracował w ambasadzie Bugarii w Londynie. W 2011 objął stanowisko zastępcy szefa obrony Bułgarii w strukturze resortu obrony.
W 2012 odszedł ze służby wojskowej. Objął stanowisko zastępcy naczelnika obwodu Warna. Dołączył do partii GERB. Z jej ramienia w wyborach w 2013 uzyskał mandat posła do Zgromadzenia Narodowego 42. kadencji. W przedterminowych wyborach w 2014 z powodzeniem ubiegał się o reelekcję.
W 2016 był kandydatem partii GERB na urząd wiceprezydenta (u boku Cecki Caczewej) w wyborach prezydenckich, które para ta przegrała w drugiej turze głosowania. W 2017 utrzymał natomiast mandat poselski na kolejną kadencję.